# معبد فنگ‌گوئو
معبد فنگ‌گوئو (چینی: 奉国寺) یک معبد بودایی واقع‌شده در یی‌شیان، لیائونینگ، چین است. این معبد در سال ۱۰۲۰ در دوران حکومت دودمان لیائو (۹۱۶–۱۱۲۵) ساخته شد و در طول سده‌های متوالی بسیار بزرگ شد. امروزه از معبد تنها دو تالار، دو دروازه و یک طاق تزئینی باقی مانده است. مهم‌ترین ساختمان باقی‌مانده، تالار ماهاویرا است که پیشینهٔ آن به سال ۱۰۲۰ میلادی می‌رسد. این تالار به دلیل نگه‌داری هفت تندیس بزرگ از بودا و چند تندیس کوچک‌تر مربوط به دورهٔ لیائو قابل توجه است. این معبد در طول سده‌ها نام‌های گوناگونی داشته است؛ مانند «معبد شیان‌شی» (چینی ساده: 咸熙寺:دودمان لیائو)، «معبد هفت بودا» (چینی ساده: 七佛寺؛ دودمان لیائونینگ) و «معبد دافنگ‌گوئو» (چینی ساده: 大奉国寺؛ دودمان جین).

## حال
در سال ۲۰۱۳، معبد فنگ‌گوئو در کنار پاگودای معبد فوگونگ در فهرست آزمایشی چین در میراث جهانی یونسکو قرار گرفت.

### کتابشناسی
- (به چینی) Fengguosi. Booklet published by the temple.
- Howard, Angela Falco, et al. Chinese Sculpture. New Haven: Yale University Press, 2006. شابک ‎۰−۳۰۰−۱۰۰۶۵−۵ISBN 0-300-10065-5
- Steinhardt, Nancy Shatzman. Liao Architecture. Honolulu: University of Hawaii Press, 1997. شابک ‎۰−۸۲۴۸−۱۸۴۳−۱ISBN 0-8248-1843-1
- Zi Yan (2012). Famous Temples in China (به انگلیسی و چینی). Hefei, Anhui: Huangshan Publishing House. pp. 54–57. ISBN 978-7-5461-3146-7.